# Генрих Фридрих Гогенлоэ-Лангенбургский
Генрих Фридрих Гогенлоэ-Лангенбургский (нем. Heinrich Friedrich zu Hohenlohe-Langenburg, 7 сентября 1625, Лангенбург — 2 июня 1699, Лангенбург) — представитель немецкой знати XVII века, 2-й владетельный граф (суверенный правитель) Гогенлоэ-Лангенбурга (1628—1699).

## Биография
Родился 7 сентября 1625 года в Лангенбурге. Он был самым младшим из одиннадцати детей Филиппа Эрнста, 1-го графа цу Гогенлоэ-Лангенбурга (1584—1628) и его жены Анны Марии цу Сольмс-Зонневальде (1585—1634), дочери графа Отто фон Сольмс-Зонневальде (1550—1612) и графини Анны Амалии фон Нассау-Вайльбург (1560—1635), дочери графа Альбрехта фон Нассау-Вайльбург.
В возрасте 26 лет Генрих Фридрих женился на графине Элеоноре Магдалене Гогенлоэ-Вайкерсхайм (22 марта 1635 — 14 ноября 1657), дочери своего дяди, графа Георга Фридриха фон Гогенлоэ-Нойенштайн-Вайкерсхайма (1569—1645) и Марии Магдалены фон Эттинген-Эттинген (1600—1635). Свадьба состоялась 25 января 1652 года. У супругов родилось четверо детей:
- София Мария (7 мая 1653 — 1 июля 1653)
- Филипп Альбрехт (19 апреля 1654 — 13 июня 1654)
- Мария Магдалена (27 мая 1655 — 1 сентября 1655)
- Эрнст Эберхард Фридрих (12 сентября 1656 — 30 марта 1671).

После смерти своей первой супруги Генрих Фридрих женился во второй раз. Его избранницей стала 18-летняя графиня Юлиана цу Кастель-Ремлингенская (30 января 1640 — 5 мая 1706), старшая дочь графа Вольфганга Георга фон Кастель-Ремлингенского (1610—1668) и графиня Софии Юлианы фон Гогенлоэ-Вальденбург-Пфедельбах (1620—1682). Свадьба состоялась 27 июля 1658 года. Супруги имели шестнадцать детей:
- Альбрехт Вольфганг (6 июля 1659 — 17 апреля 1715) — глава дома Гогенлоэ-Лангенбург в 1699—1715, был женат на Софии Амалии Нассау-Саарбрюккен (1666—1736), имел двенадцать детей
- Кристина Юлиана (12 апреля 1661 — 17 августа 1661)
- Людвиг Кристиан (7 декабря 1662 — 8 мая 1663)
- Филипп Фридрих (9 июня 1664 — 20 июля 1666)
- София Доротея Кристиана (6 февраля 1666 — 2 августа 1666)
- Луиза Шарлотта (25 апреля 1667 — 25 августа 1747), была замужем с 1689 года за графом Людвигом Готфридом Гогенлоэ-Вальденбургским (1668—1728)
- Кристиан Крафт (15 июля 1668 — 2 октября 1743) — граф цу Гогенлоэ-Ингельфинген, был женат с 1701 года на Марии Катарине Гогенлоэ-Вальденбург (1680—1761), имел многочисленных потомков
- Элеонора Юлиана (1 октября 1669 — 11 апреля 1750), жена с 1690 года графа Иоганна Эрнста Гогенлоэ-Нойнштайн-Эрингена (1670—1702)
- Мария Магдалена (14 августа 1670 — 12 января 1671)
- Фридрих Эберхард (24 ноября 1672 — 23 августа 1737), граф цу Гогенлоэ-Кирхберг, 1-я жена с 1702 года графиня Альбертина Фредерика Эрбах-Фюрстенау (1683—1709), 2-я жена с 1709 года принцесса Августа София фон Вюртемберг (1691—1743), от двух браков имел шесть детей
- Иоганна София (16 декабря 1673 — 18 августа 1743), муж с 1691 года граф Фридрих Кристиан цу Шаумбург-Липпе (1655—1728)
- Кристиана Мария (10 января 1675 — 21 декабря 1718), монахиня в Гандерсхайме
- Мориц Людвиг (21 февраля 1676 — 5 апреля 1679)
- Августа Доротея (12 января 1678 — 9 мая 1740), муж с 1715 года Генрих XI, граф Рейсс-Шлейц (1669—1726)
- Филиппина Генриетта (15 ноября 1679 — 14 января 1751), муж с 1699 года граф Людвиг Крато фон Нассау-Саарбрюккен (1663—1713), семь детей
- Эрнестина Елизавета (10 октября 1680 — 10 мая 1721).

73-летний граф Генрих Фридрих Гогенлоэ-Лангенбургский скончался 2 июня 1699 года в Лангенбурге. Был похоронен там же.